# Боксборо (Массачусетс)
Боксборо (англ. Boxborough) — місто (англ. town) в США, в окрузі Міддлсекс штату Массачусетс. Населення — 5506 осіб (2020).

## Демографія
Згідно з переписом 2010 року, у місті мешкало 4996 осіб у 1949 домогосподарствах у складі 1362 родин. Було 2073 помешкання
Расовий склад населення:
| - 80,5 % — білих - 16,3 % — азіатів - 0,5 % — чорних або афроамериканців |

До двох чи більше рас належало 2,0 %. Частка іспаномовних становила 2,3 % від усіх жителів.
За віковим діапазоном населення розподілялося таким чином: 26,2 % — особи молодші 18 років, 65,4 % — особи у віці 18—64 років, 8,4 % — особи у віці 65 років та старші. Медіана віку мешканця становила 43,3 року. На 100 осіб жіночої статі у місті припадало 104,7 чоловіків;  на 100 жінок у віці від 18 років та старших — 102,0 чоловіків також старших 18 років.
Середній дохід на одне домашнє господарство  становив 134 731 долар США (медіана — 101 077), а середній дохід на одну сім'ю — 169 449 доларів (медіана — 148 261). Медіана доходів становила 112 714 долари для чоловіків та 77 625 доларів для жінок. За межею бідності перебувало 5,3 % осіб, у тому числі 5,0 % дітей у віці до 18 років та 5,2 % осіб у віці 65 років та старших.
Цивільне працевлаштоване населення становило 3127 осіб. Основні галузі зайнятості: науковці, спеціалісти, менеджери — 25,3 %, освіта, охорона здоров'я та соціальна допомога — 22,5 %, виробництво — 16,0 %.